# Dekanat kopylski
Dekanat kopylski – jeden z siedmiu dekanatów wchodzących w skład eparchii słuckiej Egzarchatu Białoruskiego Patriarchatu Moskiewskiego.

## Parafie w dekanacie
- Parafia Świętych Piotra i Pawła w Buczacinie
  - Cerkiew Świętych Piotra i Pawła w Buczacinie
- Parafia Świętej Trójcy w Cieladowiczach
  - Cerkiew Świętej Trójcy w Cieladowiczach
- Parafia św. Mikołaja Cudotwórcy w Cimkowiczach
  - Cerkiew św. Mikołaja Cudotwórcy w Cimkowiczach
- Parafia św. Mikołaja Cudotwórcy w Grozowie
  - Cerkiew św. Mikołaja Cudotwórcy w Grozowie
- Parafia św. Aleksandry w Kamieniu
  - Cerkiew św. Aleksandry w Kamieniu
- Parafia Wniebowstąpienia Pańskiego w Kijowiczach
  - Cerkiew Wniebowstąpienia Pańskiego w Kijowiczach
- Parafia Wniebowstąpienia Pańskiego w Kopylu
  - Cerkiew Wniebowstąpienia Pańskiego w Kopylu
- Parafia Obrazu Zbawiciela Nie Ludzką Ręką Uczynionego w Kudzinowiczach
  - Cerkiew Obrazu Zbawiciela Nie Ludzką Ręką Uczynionego w Kudzinowiczach
- Parafia św. Jerzego Zwycięzcy w Leszni
  - Cerkiew św. Jerzego Zwycięzcy w Leszni
- Parafia Świętych Piotra i Pawła w Nowosiółkach
  - Cerkiew Świętych Piotra i Pawła w Nowosiółkach
- Parafia Opieki Matki Bożej w Piasecznem
  - Cerkiew Opieki Matki Bożej w Piasecznem
- Parafia Opieki Matki Bożej w Pociejkach
  - Cerkiew Opieki Matki Bożej w Pociejkach
- Parafia św. Jana Teologa w Rusakach
  - Cerkiew św. Jana Teologa w Rusakach
- Parafia św. Jana Teologa w Sawkowie
  - Cerkiew św. Jana Teologa w Sawkowie
- Parafia Opieki Matki Bożej w Siemieżowie
  - Cerkiew Opieki Matki Bożej w Siemieżowie
- Parafia Przemienienia Pańskiego w Starzycy
  - Cerkiew Przemienienia Pańskiego w Starzycy
- Parafia Zaśnięcia Najświętszej Maryi Panny w Wasilczycach
  - Cerkiew Zaśnięcia Najświętszej Maryi Panny w Wasilczycach
- Parafia św. Jerzego Zwycięzcy w Wieleszynie
  - Cerkiew św. Jerzego Zwycięzcy w Wieleszynie

## Galeria

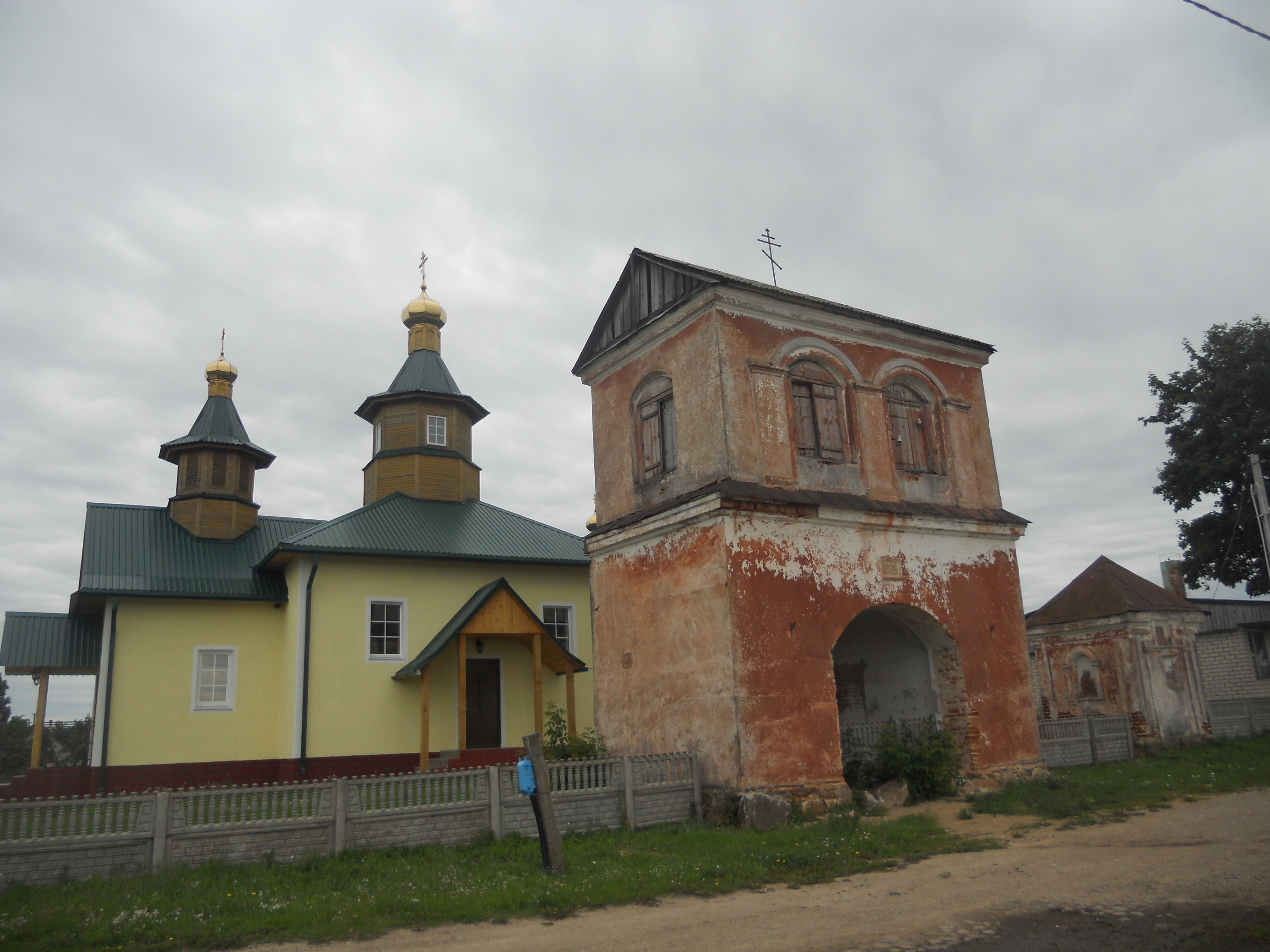
Cerkiew św. Mikołaja Cudotwórcy w Cimkowiczach
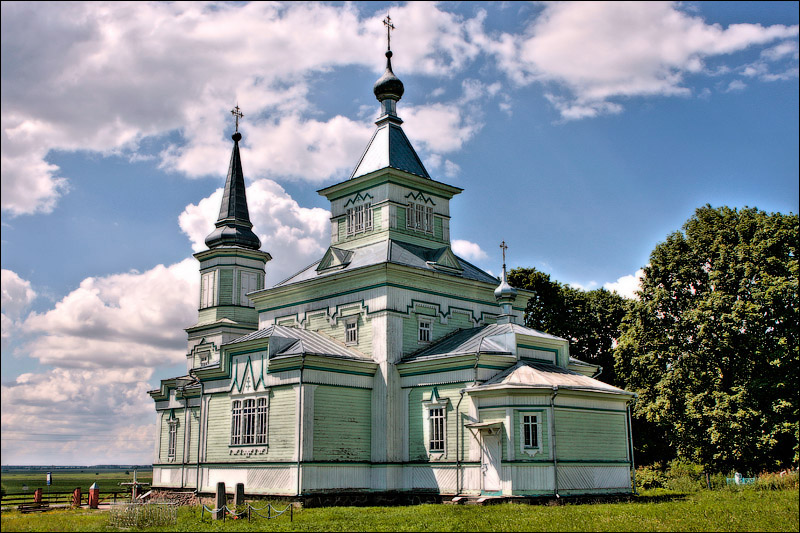
Cerkiew św. Jerzego Zwycięzcy w Leszni
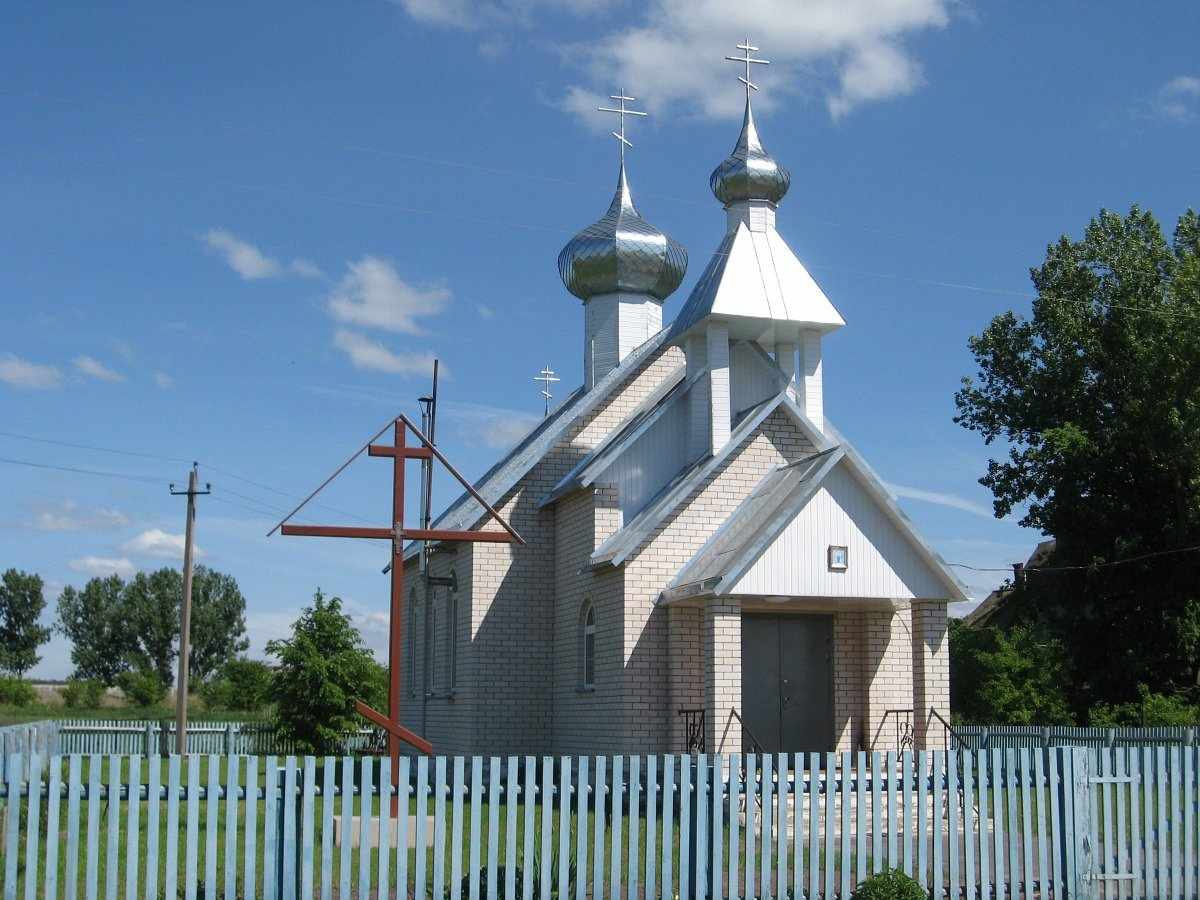
Cerkiew Opieki Matki Bożej w Piasecznem